# General Torres (stacja kolejowa)
General Torres (port: Estação Ferroviária de General Torres) – stacja kolejowa w Vila Nova de Gaia, w Portugalii. Znajduje się na Linha do Norte.
Stacja została otwarta wraz z połączeniem między stacjami Porto-Campanhã i Vila Nova de Gaia otwartym w dniu 5 listopada 1877 roku.